# Орёл (локомотивное депо)
Локомотивное депо Орёл — предприятие железнодорожного транспорта в городе Орёл, принадлежит к Московской железной дороге. Депо занимается ремонтом и эксплуатацией тягового подвижного состава.
Депо веерного типа. Имеется поворотный круг (в северной части депо).
На территории локомотивного депо Орёл располагаются: эксплуатационное локомотивное депо Орёл-Сортировочный (ТЧЭ-27), сервисное локомотивное депо Орёл (СЛД-27) ООО «СТМ-Сервис», ремонтное локомотивное депо Орёл (ТРПУ-28), центр метрологии (МЦМ), физико-химическая лаборатория (ДХТЛ), а также представительство ООО «ТМХ-Сервис».

## История

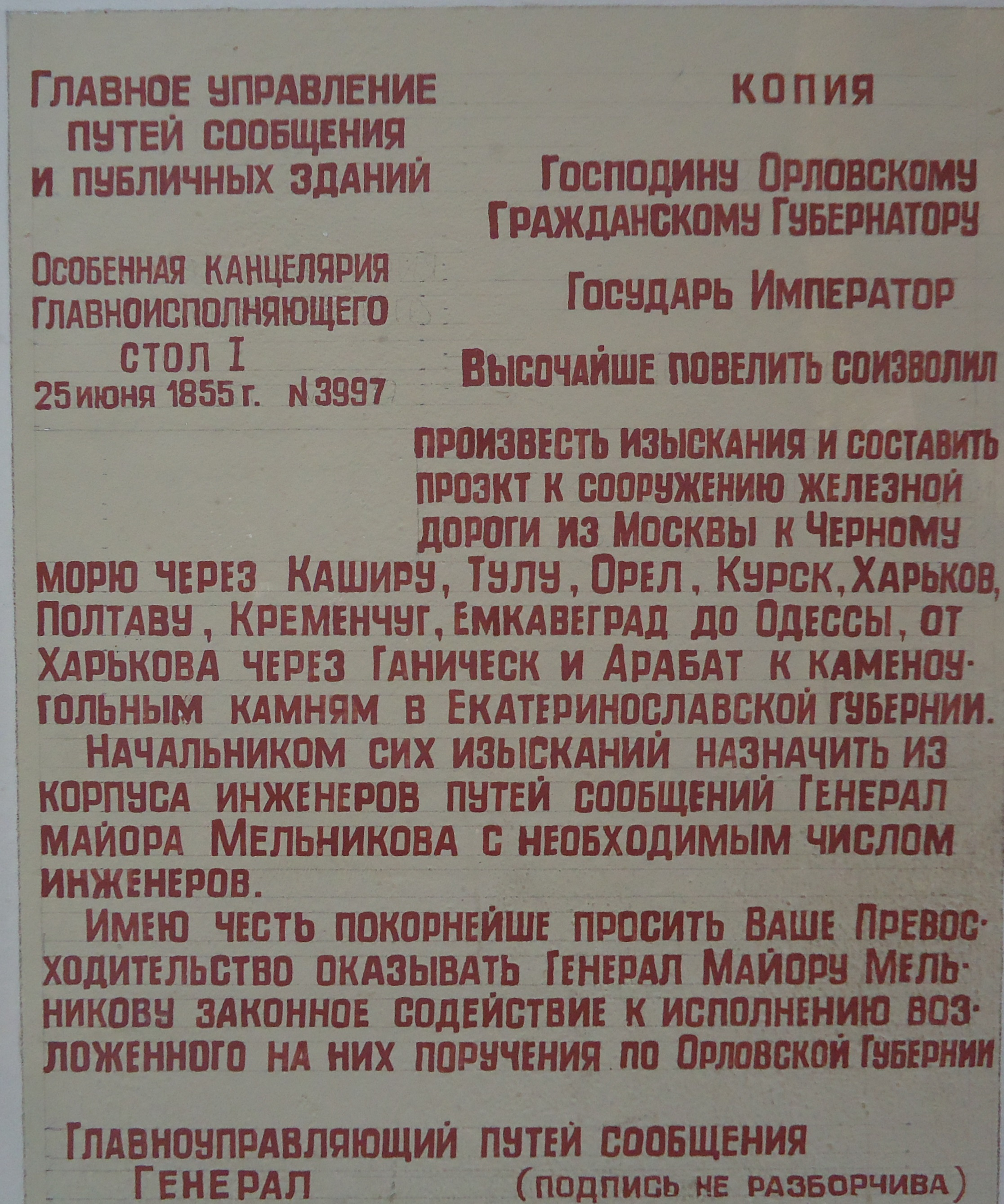
1855 г. Обращение о строительстве

Согласно архивным данным, дата основания локомотивного депо Орёл — 17 октября 1868 года, что делает предприятие одним из старейших в России и на территории СНГ.
О ранних годах работы депо практически ничего не известно. Нет сведений о том, кто руководил предприятием, каков был парк локомотивов, какие виды ремонта производились.
15 апреля 1865 года Орловский губернатор обратился к Городской думе с предписанием об оказании содействия по отчуждению земли для строительства железной дороги.
21 апреля 1865 года членами орловской Городской думы было принято решение об отводе земли под железную дорогу.
Работы по строительству дороги от Серпухова до Орла начались весной 1865 года, от Орла до Курска весной 1866 года. Строительством руководил военный инженер Семичев В. С., ближайший ученик известного теоретика и практика строительства железных дорог в России Мельникова П. П.
С 15 августа 1868 года с начала открытия движения поездов было организовано Орловское отделение службы движения Московско-Курской, Нижегородской и Муромской дороги.
Орловское депо представляло собой полукустарную мастерскую, парк паровозов был маломощен. Первыми в депо поступили товарные паровозы серии ДВ. Вес поездов не превышал 450—500 тонн. Первым машинистом депо был Чернятин Нил Михайлович.
Первые паровозы, появившиеся в депо в 1868—1870 годах, были в основном иностранными машинами, заказанными Российским правительством из стран западной Европы (Германия, Англия, Франция, Австрия) с заводов Борзиг, Шварцкопф, Зигль, Дубс, Шарп-Стюарт и др. По легенде паровоз, который привёз первый поезд в Орёл 15 августа 1868 года, вёл машинист-иностранец (предположительно, англичанин). Ранние машины имели осевые характеристики 0-3-0, 0-4-0 (только что появившейся к концу 1860-х годов тип) для товарных поездов, и пассажирские типы: 2-2-0, 1-3-1, а также у паровозов для курьерских поездов: 1-1-1. Отопление локомотивов до 1874 года было дровами. И лишь к 1884 году паровозы на Орловщине затопили углём. Машины были несовершенны, тихоходны, имели примитивные конструкции паровой машины и механизмов.
В 1870 году появились паровозы серии К и серии Л, которые эксплуатировались вплоть до 1900 года.
В 1901 году в депо начали работу паровозы серии Ов.
В 1915 году на участках Тула-Орёл-Курск появились паровозы серии Щ, которые могли водить составы весом 950—1000 тонн.
В 1915 году на Московско-Курскую ж.д. поступили первые курьерские паровозы типа 1-3-1 серии С, являющиеся наиболее лучшими пассажирскими паровозами в России дореволюционного времени. Локомотивы этой серии заменили на дороге устаревшие машины серий А, Б, В и Н. Некоторое количество паровозов С поступило и в депо Орёл. На 1923 году, всего на дороге было 130 паровозов серии С. Они работали изначально с пассажирскими поездами дальнего следования, в 1930-е, когда поступили более современные паровозы серий Су и М, а паровозы С переводились на пригородную работу.
В 1915 году прибыла небольшая партия паровозов Св Коломенского завода, являющейся существенно модернизированной разновидностью С, они проработали на дороге не долго.
Сразу после революции в депо начался и был освоен ремонт, новых товарных паровозов типа 0-5-0 серии Э. Впоследствии серия Э станет самой массовой в грузовом движении на Орловщине. В 1920—1950ые годы, на дорогу и в депо стали поступать модернизированные паровозы серий Эу, Эм и Эр. Паровозы семейства Э сыграли важнейшую роль в прифронтовых перевозках, работая в военизированных соединениях ОРКП НКПС СССР. Последняя разновидность, серия Эр, участвовала в поездной работе на линии «Орёл-Елец» до начала 1970-х годов.
6 марта 1919 года проездом из Харькова в Москву на Орловском вокзале остановился председатель ВЦИК Я. М. Свердлов. Он выступил с речью в здании паровозного депо Орёл. В связи с его приездом, несмотря на холодную погоду, в депо собрался многочисленный митинг рабочих. В память о встрече Я. М. Свердлова с орловскими железнодорожниками в здании депо установлен его бюст, а само депо c 31 мая 1968 года и до распада СССР именовалось «Локомотивное депо Орёл имени Я. М. Свердлова».
Во время Гражданской войны в России локомотивному депо Орёл был нанесен значительный ущерб. Для восстановления железнодорожного хозяйства с 5 февраля 1920 года была объявлена «Неделя фронта и транспорта», во время которой мастеровыми и рабочими депо Орёл было выпущено из текущего ремонта 70 паровозов, из того же ремонта 42 вагона, из конверсионного осмотра — 4 вагона, оборудовано для воинских эшелонов 156 вагонов. К концу 1920 года работники депо полностью восстановили весь парк паровозов.
В 1926—1927 годах в депо были построены цех обточки колёсных пар и среднего ремонта паровозов, столовая и Красный уголок, механическая мастерская и новое пятистойловое депо.
В 1934 году в депо пришли паровозы серии ФД для вождения поездов весом 2000—2500 тонн. В связи с этим событием, был построен новый просторный цех в депо, реконструирована вся хозяйственная инфраструктура, а на всём южном направлении был усилен путь. Летом, с завода «Красный Профинтерн» в депо Орёл пришёл, и был установлен новый поворотный круг длиной в 30 метров. Тяжелые паровозы ФД приписки депо Орёл на тяговых плечах Орёл — Скуратово и Орёл — Курск таскали товарные составы, гружёные Донецким углем, Харьковскими пахотными тракторами и прочими народно-хозяйственными грузами в довоенные время. Депо стало инициатором «пятнадцатитысячников». 15 тысяч километров в месяц на паровозе — это не менее 500 километров в сутки. Была введена тёплая промывка паровозов. С освоением этой серии существенно повысился уровень технических знаний локомотивных и ремонтных бригад. Депо оснащалось новейшей техникой и оборудованием. По предложению машиниста Махогина локомотивного депо Орёл началось использование кольцевых поездов без захода в депо на участке Скуратово — Орёл — Курск. По предложению механика Соломина началось вождение тяжелых поездов без толкачей. В 1938 году разработаны графики технологических процессов промывочного и подъёмочного ремонта с предварительной заготовкой узлов и деталей, что позволило сократить простой паровозов серии ФД на подъемке с 4 суток до 5—8 часов.
В период 1930—1950 годов депо производило ремонт паровозов серии Су, являющийся основным паровозом для обслуживания пассажирских поездов всех типов следования на Орловщине. Паровозы серии Су приписки локомотивного депо Орёл, ходили на пассажирских тяговых плечах: Орёл — Скуратово, Орёл — Курск и Орёл — Елец.
Осенью 1941 года немецко-фашистские захватчики были на подступах к городу Орлу. Орловские машинисты и ремонтники увели на восток все паровозы и на них продолжали работать в колонах НКПС и ВЭО прифронтовой полосы Тулы, Ленинграда, Сталинграда, Курска. За годы Великой Отечественной войны паровозное депо Орёл было разрушено до основания. Сразу же после освобождения Орла началось восстановление депо. При этом при строительстве новых цехов и сооружений во многом использовались фундаменты разрушенных построек.
В 1945—1950 годах возрождена кольцевая езда. Среднесуточный пробег паровозов достиг 1000 км, между подъемками — до 45000 км. Тяжеловесники водили до 4500 тонн.
В 1959 году был электрифицирован участок Скуратово — Орёл — Курск. На смену паровозов в депо пришили электровозы. Началась реконструкция депо. Коллектив депо впервые на сети дорог освоил подъёмочный ремонт электровозов серии ВЛ23, ЧС1, ЧС2, ЧС3. Локомотивное депо Орёл стало базовым по производству подъёмочного ремонта электровозов серии ВЛ23 Московской железной дороги и для депо Ховрино Октябрьской железной дороги.
Согласно приказу 58/Н от 02.11.65, в середине-конце 1960-х годов депо специализировалось на подъёмочном, большом и малом периодическом ремонтах (ТР-3, ТР-2, ТР-1) электровозов ЧС1, ВЛ23 и промывочном паровозе Э всех индексов.
В 1966 году в депо стали поступать маневровые тепловозы серии ТЭМ1. Началось пригородное движение электропоездов серии ЭР2, обслуживаемых локомотивными бригадами депо Орёл.
В 1967 году новых успехов добился коллектив локомотивного депо Орёл имени Я. М. Свердлова Его гордостью были и остаются инструментальный цех и цех эксплуатации. Они одни из первых завоевали право называться коллективами коммунистического труда. Звания Ударник коммунистического труда удостоены: машинист Е. А. Карнаев, машинист М. И. Ильин, помощник машиниста И. А. Данилов, заливщик Н. П. Киселев, слесарь А. А. Игнатов. Машинист В. В. Бучинский награждён медалью за доблестный труд.
17 апреля 1967 года у административного здания локомотивного депо был установлен мраморный бюст Я. М. Свердлова на постаменте из мраморной крошки.
31 мая 1968 года Постановлением № 352 г. Москва депо стало именоваться «Локомотивное депо Орёл имени Я. М. Свердлова».
В 1968 году коллектив депо праздновал 100-летие своего предприятия. При входе в депо открыта стела в память о работниках, погибших в Великой Отечественной войне.
В 1974 году депо в числе первых на Московской железной дороги перешло на обслуживание маневровых тепловозов одним машинистом.
В 1976 году в депо поступили магистральные тепловозы серии ТЭ3 для вождения грузовых поездов на участке Орёл — Верховье — Елец.
В 1982 году на смену электровозов серии ВЛ23 пришли более мощные электровозы серии ВЛ10 и ВЛ10У, которых в 1986 году сменили более современные — серии ВЛ11. Для обслуживания и ремонта электровозов этих серий в 1982—1983 годах проведена реконструкция основных цехов. В 1988 году в депо освоен подъемочный ремонт электровозов серии ВЛ11.
15 августа 1988 года в ознаменование 120-летия депо Орёл на территории был установлен паровоз серии Ов-4775 1898 года выпуска. Известно, что в Орёл машина попала после смены нескольких приписок в разных депо на разных дорогах. Последняя дислокация «Овечки» перед прибытием в депо Орёл в 1980-е годы — депо Белёв Московской ж.д.
В 1993 году депо получило магистральные тепловозы серии 2М62(У), которые сменили в пригородном и хозяйственном движении устаревшие ТЭ3.
В конце 1996 года в коллектив локомотивного депо Орёл влился коллектив упраздненного локомотивного депо Верховье.
В июне 1998 года в депо стали поступать электровозы серии ЧС2, которые в период с 2007—2010 годов прошли модернизацию на Ярославском ЭРЗ с присвоением нового индекса ЧС2К.
В 2005 году с отопления служебных помещений локомотивного депо Орёл были сняты последние горячие паровозы (серий Эр и Л). Это решение стало логической точкой в истории паровозной тяги на Орловщине.
В 15 июня 2009 года в соответствии с приказом Начальника Московской железной дороги № 156/Н локомотивное депо Орёл было разделено на два депо: эксплуатационное локомотивное депо Орёл-Сортировочный и ремонтное локомотивное депо Орёл. Участок на Верховье прекратил своё существование. В связи с падением объёма ремонта на грани упразднения было и ремонтное локомотивное депо Орёл.
В период с 2009—2014 года из состава ремонтного депо Орёл (ТЧР-28) выведены: центр метрологии (МЦМ) и физико-химическая лаборатория (ДХТЛ).
2 августа 2013 года в соответствии с протоколом № 23 ОАО «РЖД» ремонтное локомотивное депо Орёл (ТЧР-28) заняло 2-е место в ходе соревнований трудовых коллективов ОАО «РЖД».
С 1 июля 2014 года в соответствии с Распоряжением ОАО «РЖД» № 417р от 14.02.2014 года было создано сервисное локомотивное депо Орёл (СЛД-27) «Московского» филиала ООО «ТМХ-Сервис».
5 октября 2015 года сервисное локомотивное депо Орёл (СЛД-27) получило сертификат соответствия на право производства технического обслуживания и текущего ремонта электровозов и тепловозов в объёме ТО-2, ТО-3, ТО-4, ТО-5, ТР-1, ТР-2.
26 сентября 2016 года в сервисном локомотивном депо Орёл (СЛД-27) аттестована лаборатория неразрушающего контроля деталей и узлов электровозов и тепловозов.
В связи с письмом № 01ЛТ/3804 от 15.07.2016 года ООО «Локомотивные технологии» и ООО «СТМ-Сервис» и телеграфным извещением № 1530 от 30.01.2017 года с 01.05.2017 года сервисное локомотивное депо Орёл (СЛД-27) передано под управление Московского управления сервиса ООО «СТМ-Сервис».
В ноябре 2017 года депо начало осваивать ремонт тепловозов серии ТЭМ7А.
В марте 2018 года локомотивными бригадами грузового движения освоены новые тяговые плечи: Орёл — Бекасово, Орёл — Орехово, Орёл — Вековка.
19 октября 2018 года депо отметило свой 150-летний юбилей.
В июле 2021 года депо начало осваивать эксплуатацию и ремонт тепловозов серии ТГ16 м.

## Тяговые плечи
- Электровозные плечи:
  - грузовые: Орёл — Тула — Плеханово, Лужки Орловские — Тула — Плеханово, Орёл — Курск (несколько бригад), Орёл — Орехово, Орёл — Бекасово, Орёл — Вековка (несколько бригад)
  - пассажирские: Орёл — Москва-Пасс.-Курская, Орёл — Белгород, Тула-Курская — Белгород.
- Тепловозные плечи: Орёл — Брянск, Орёл — Курбакинская — Михайловский Рудник, Орёл — Елец, Орёл — Льгов (только с поездом № 141/142).

## Подвижной состав
Обслуживаемые локомотивы в прошлом:

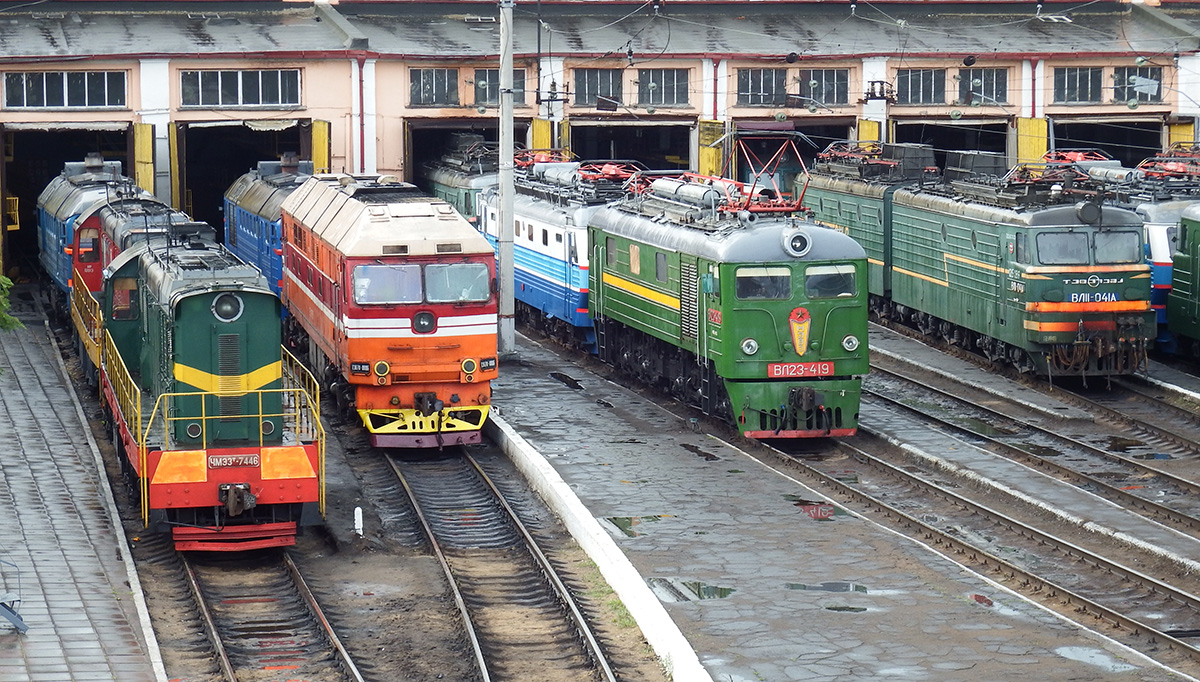
Локомотивы в депо Орёл. Слева направо на переднем плане: маневровый тепловоз ЧМЭ3^{Т}, пассажирский тепловоз ТЭП70, грузовой электровоз ВЛ23, грузовой электровоз ВЛ11. На заднем плане: грузовые тепловозы 2М62 (слева) и пассажирские электровозы ЧС2К (в середине и справа)

- паровозы серий ДВ, К, Л, Ов, Э (Эм, Эр), С, Св, Су, Щ, ФД;
- тепловозы серий ТЭ3, ТЭМ1, ТЭМ2, ДМ62.
- электровозы серий ВЛ10, ВЛ10У, ЧС1, ЧС2, ЧС2К, ЧС3.

Приписной парк на 2021 год:
- электровозы ВЛ11, ВЛ23-419.
- тепловозы ЧМЭ3 и ЧМЭ3т, 2М62, 2М62У, ТГ16 м, мотриса АЧ2-073
- два крана типа КЖД.

На конец 2017 года в депо производился ремонт электровозов серии ВЛ23, ВЛ10, ВЛ10У, ВЛ11, ВЛ11М, ЧС2К, ЧС7, ЭП2К и тепловозов серии 2М62(У), ТЭ10, ЧМЭ3, ТЭП70, ТЭМ7А.